# コンスタンチン・サラジェフ
コンスタンチン・ソロモノヴィチ・サラジェフ（ロシア語: Константин Соломонович Сараджев, アルメニア語: Կոնստանդին Սողոմոնի Սարաջյանց, 1877年10月8日 – 1954年7月22日）は、アルメニア系ロシア人の指揮者・ヴァイオリニスト。
ロシアの新しい音楽を擁護して、ピョートル・チャイコフスキーやモデスト・ムソルグスキーの作品だけでなく、イーゴリ・ストラヴィンスキーやニコライ・ミャスコフスキー、セルゲイ・プロコフィエフ、ドミートリイ・ショスタコーヴィチやアラム・ハチャトゥリアンの作品を初演した。息子のコンスタンチン・コンスタンチノヴィチ・サラジェフは音楽理論家で、著名な鐘撞きである。

## 略歴
アルメニア人医師を父にダゲスタンのデルベントに生まれる。本名はコンスタンチン・サラジャン（Konstantin Saradzhian）といった。モスクワ音楽院に進んでヴァイオリンをヤン・フジマリーに、音楽理論をセルゲイ・タネーエフに師事し、1898年に修了した。その後は教師や演奏家となるが、1900年にパリに出てオタカル・シェフチークの薫陶を受けた。1901年にモスクワ歌劇愛好家クラブの指揮者となるが、自前の弦楽四重奏団も結成した。1904年から1908年までライプツィヒでアルトゥール・ニキシュに指揮法を師事。ロシアに帰国して間もなくソコルニキ公園の夏の管弦楽コンサートを指揮した（1908年 - 1911年）。やがて国立舞台芸術学校の校長に就任する。1913年10月8日にモスクワ自由劇場において、ムソルグスキーのオペラ《ソロチンスクの市》を未完成の状態ながらも初演した。
サラジェフは新音楽の擁護者であり、1901年にアレクサンドル・スクリャービンのサークルの一員となる（その他の同人に、ピアニストのマリヤ・ネメノヴァ＝ルンツやアレクサンドル・ゴリジェンヴェイゼル、評論家で作家のヴラディーミル・デルジャノフスキーらがいた）。1909年には、デルジャノフスキーならびにその夫人のエレーナ・コポソヴァ＝デルジャノフスカヤと共同で、モスクワに「近代音楽の夕べ」を旗揚げした。1912年8月22日にはモスクワで、イーゴリ・ストラヴィンスキーの《交響曲 第1番 変ホ長調》作品1を、職業演奏家を用いて十分なリハーサルのもとに上演した。 同年7月25日には、セルゲイ・プロコフィエフの《ピアノ協奏曲 第1番》を、作曲者自身を独奏者に迎えて初演している。プロコフィエフは後に、「サラジェフはことごとに僕のテンポを見事に理解してくれた」と書き残している。 
サラジェフは第1次世界大戦に従軍して出征したまま、ロシア内戦までモスクワに戻らなかった。現代音楽協会（ACM）に入れ込んで、1923年には「現代音楽の夜会」を開始した。1922年から1935年までモスクワ音楽院で指揮法の教授に就任し、ボリス・ハイキンやレフ・オボーリンらを育成した。 
1925年3月22日に革命劇場管弦楽団を指揮して、プロコフィエフの《ピアノ協奏曲 第3番》のソ連初演を行なった。独奏はサムイル・フェインベルクであった。1927年には、ショスタコーヴィチの《交響曲 第2番「十月革命に寄す」》のモスクワ初演を指揮している。11月5日にニコライ・マルコがレニングラードで世界初演を指揮してからの公演だったが、世界初演の後でショスタコーヴィチは作品を改訂しているので、改訂版による上演はサラジェフが世界初演を果たしたことになる。1930年11月18日にモスクワにおいて、プロコフィエフの《シンフォニエッタ イ長調》の改訂版（作品48、原曲は作品5）の世界初演を指揮した。
サラジェフは、ニコライ・ミャスコフスキーの作品も擁護した。ミャスコフスキーから献呈された交響詩《沈黙》作品9の初演を指揮しており、モスクワで1926年5月23日に《交響曲 第8番》を、同じくモスクワで1928年4月29日に《第9番》を、また1933年1月16日には《第11番》を初演した。ミャスコフスキーは《交響曲 第10番》もサラジェフに献呈しており、1934年には、《サラジェフの名による前奏曲とフーガ》作品31を作曲した（管弦楽版は作品31h、4手ピアノ版は作品31j）。
ヴォロネジ国立交響楽団の指揮者に就任してからは、作曲から65年を経たピョートル・チャイコフスキーの遺作の演奏会用序曲《嵐》の初演を行なった。
その後はエレバン歌劇場の音楽監督兼首席指揮者に転身し、1939年9月にアラム・ハチャトゥリアンの最初のバレエ《幸福》の初演を指揮した。1939年から歿年までエレバン音楽院の院長を務め、オーケストラ科やオペラ科、指揮科を指導した。著名な門人にアレクサンドル・コプィロフがいる。1941年から1944年までアルメニア・フィルハーモニー管弦楽団の首席指揮者を務めている。
1954年にエレバンにて永眠。76歳であった。

## 参考資料
- (True) Synesthete Composers and Musicians